# Expressens Heffaklump

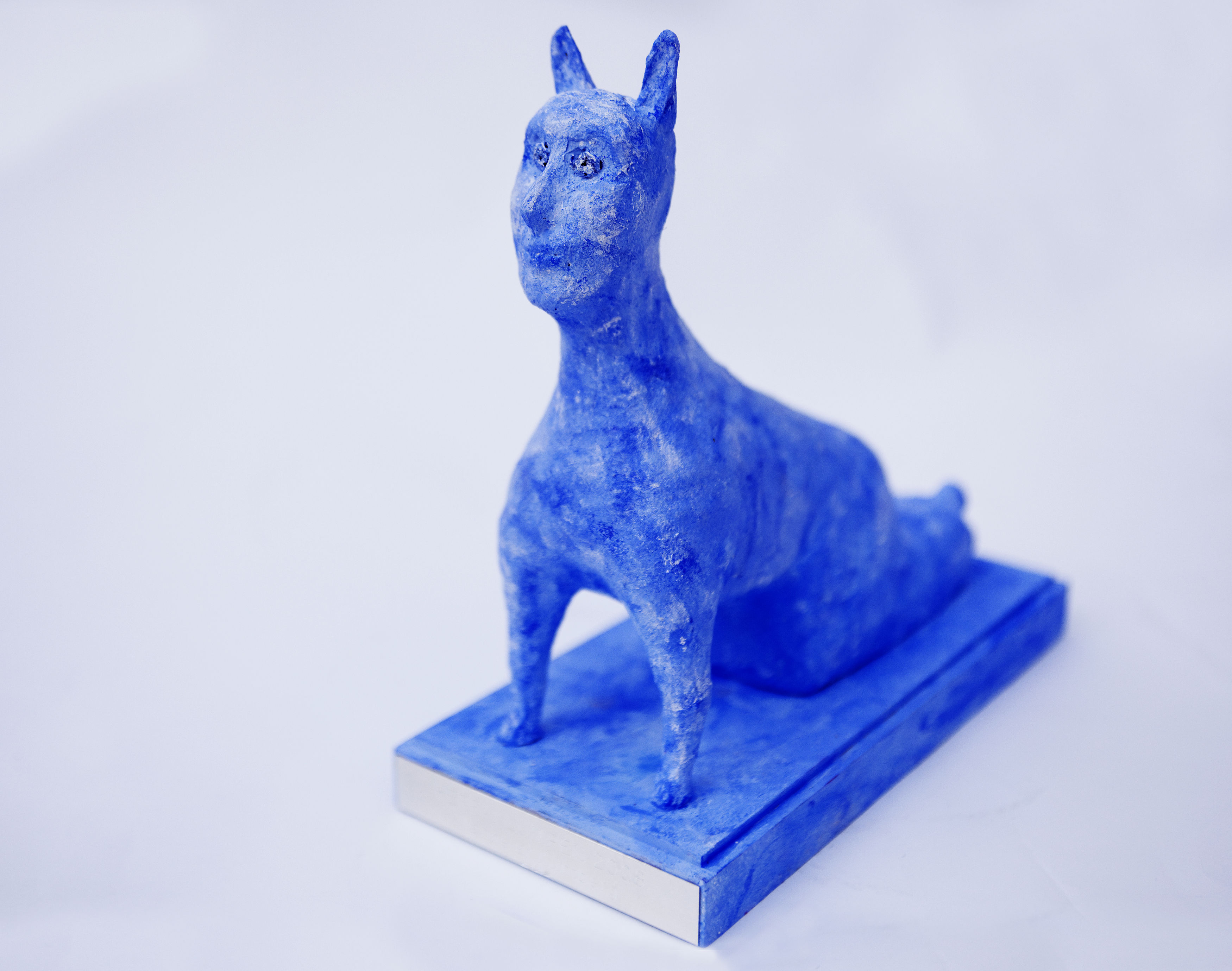
Expressens ungkulturpris "Heffaklumpen".

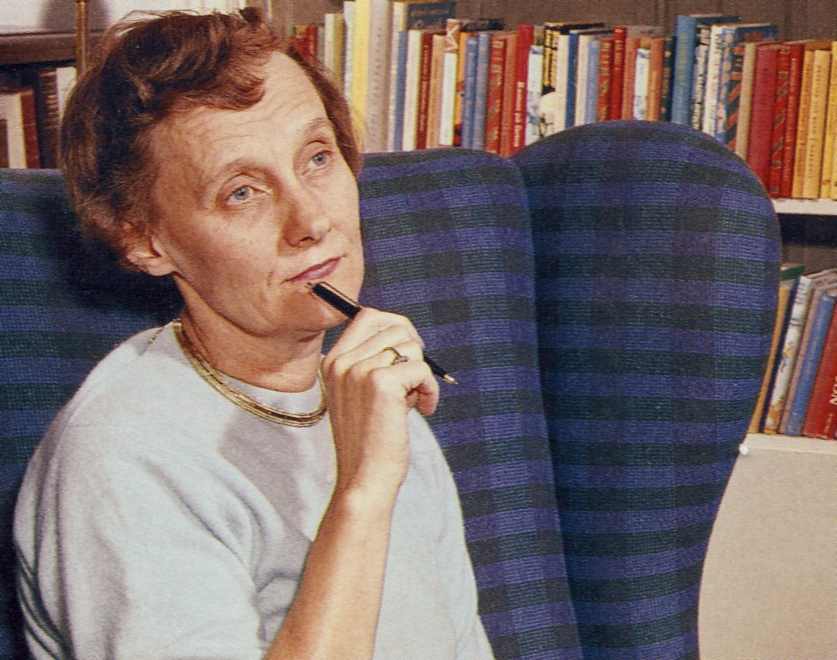
Astrid Lindgren, pristagare 1970

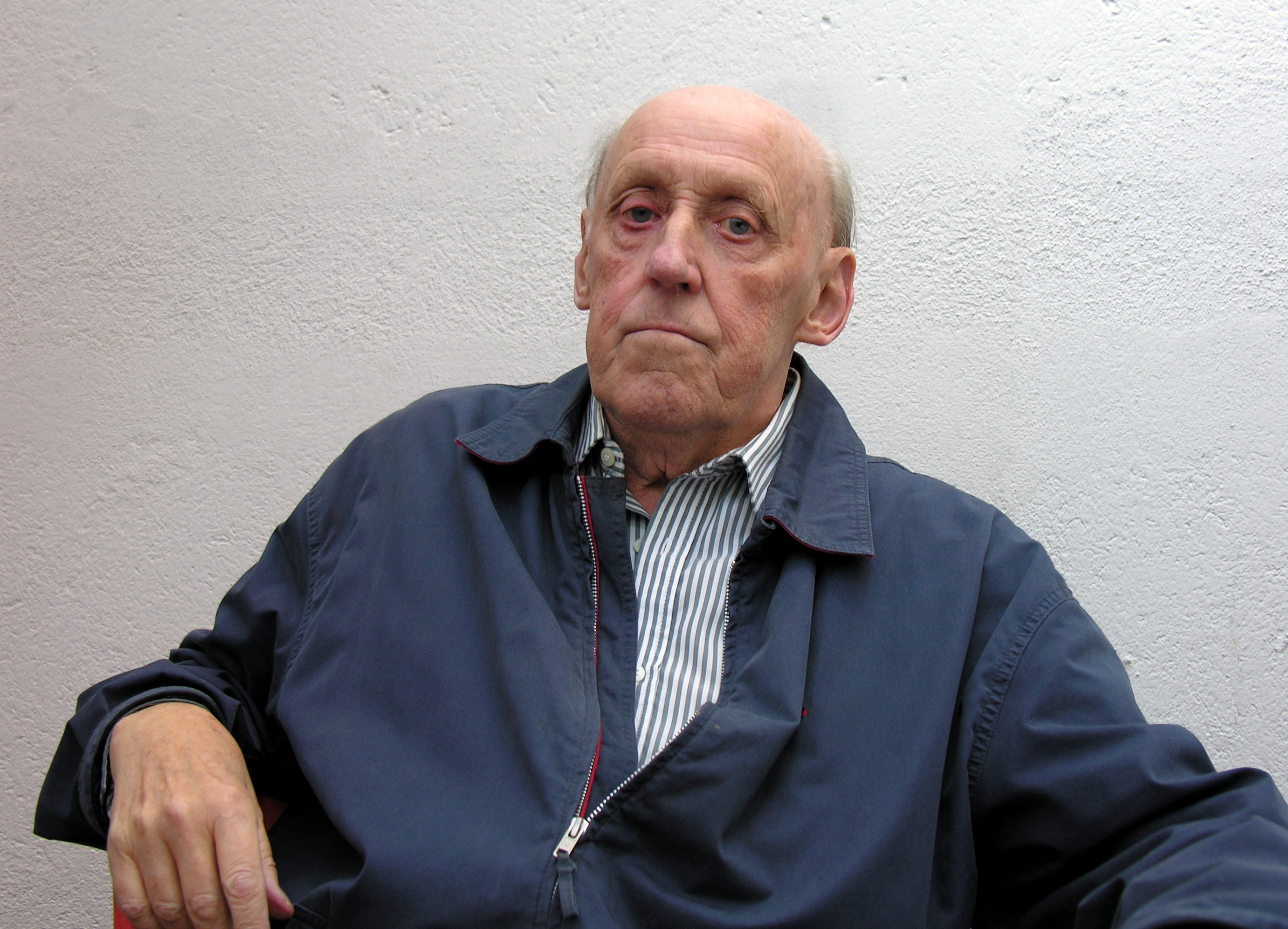
Bo Carpelan, pristagare 1982

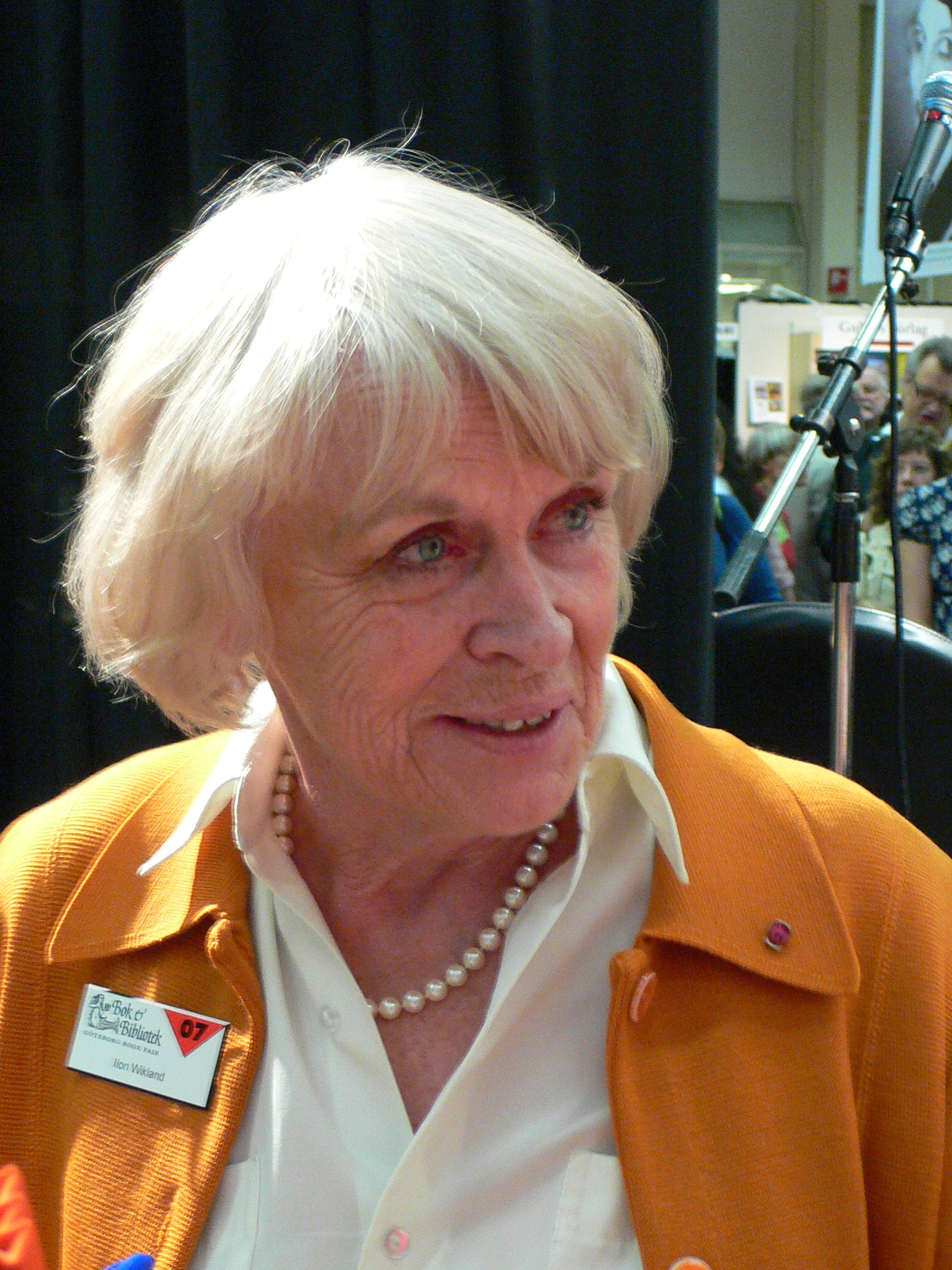
Ilon Wikland, pristagare 1986

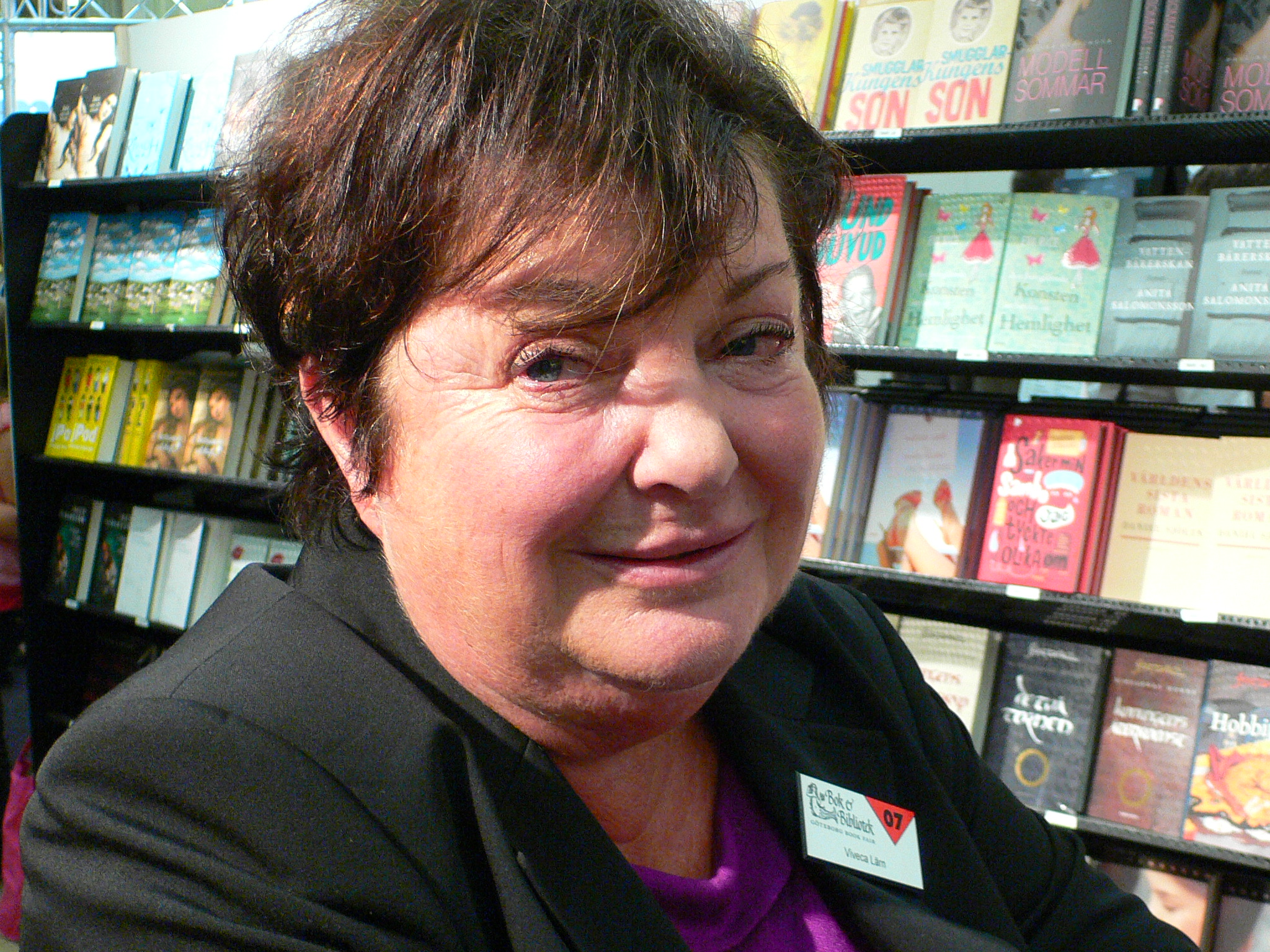
Viveca Lärn, pristagare 1992

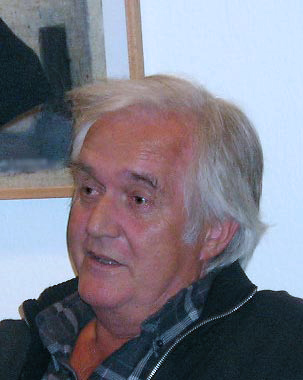
Henning Mankell, pristagare 1996

Expressens Heffaklumpen är ett årligt pris för barn- och ungdomskultur som delas ut av kulturredaktionen. Priset instiftades 1966 och prisstatyetten skapades först av konstnären  K G Bejemark, men under 2010-talet övertogs uppdraget av konstnären Stina Opitz. Namnet Heffaklump är hämtat ur A.A. Milnes bok om Nalle Puh.

## Pristagare
- 1966 – Maria Gripe för Hugo
- 1967 – Max Lundgren för Pojken med guldbyxorna
- 1968 – Harry Kullman för De rödas uppror
- 1969 – Inger Sandberg och Lasse Sandberg för Pappa kom ut!
- 1970 – Tove Jansson för Sent i november och Astrid Lindgren för Än lever Emil i Lönneberga (delat pris)
- 1971 – Barbro Lindgren för Jättehemligt
- 1972 – Maud Reuterswärd för Han-där!
- 1973 – Inget pris detta år
- 1974 – Jan Lööf för Sagan om det röda äpplet
- 1975 – Olle Mattson för Talejten väntar i väst
- 1976 – Stig Holmqvist och Aud Talle för Barn i Belfast
- 1977 – Ann-Madeleine Gelotte för Ida Maria från Arfliden
- 1978 – Sven Wernström för Trälarnas fruktan
- 1979 – Elsa Olenius för berättartraditionen
- 1980 – Lennart Hellsing för samlad produktion
- 1981 – Eva Eriksson för Mamman och den vilda bebin
- 1982 – Bo Carpelan för Julius blom, ett huvud för sig
- 1983 – Harriet Alfons för Min nya Skattkammare (red)
- 1984 – Bengt af Klintberg för Skogsmusen och husmusen
- 1985 – Ulf Nilsson för Om ni inte hade mej
- 1986 – Ilon Wikland för Skinn Skerping hemskast av alla spöken i Småland
- 1987 – Anna-Clara Tidholm och Thomas Tidholm för Resan till Ugri-La-Brek
- 1988 – Rose Lagercrantz för Självporträtt utan näsa
- 1989 – Peter Pohl för Medan regnbågen bleknar
- 1990 – Pija Lindenbaum för Else-Marie och småpapporna
- 1991 – Margareta Strömstedt för Majken och skyddsängeln
- 1992 – Viveca Sundvall för En barkbåt till Eddie
- 1993 – Jujja Wieslander för Tomas Wieslander, Mamma Mu gungar
- 1994 – Lena Klefelt för Otto och Stures hemliga liv
- 1995 – Ulf Stark för Storebrorsan
- 1996 – Henning Mankell för Pojken som sov med snö i sin säng
- 1997 – Anna Höglund för samlad produktion
- 1998 – Jockum Nordström för böckerna om sailor och Pekka
- 1999 – Jakob Wegelius för Esperanza
- 2000 – Lena Anderson för böckerna om Kotten
- 2001 – Pernilla Stalfelt för Kärlekboken
- 2002 – Eva Lindström för Någon flyttar in
- 2003 – Per Nilsson för Ask och Embla
- 2004 – Ylva Karlsson för Resan till kejsaren
- 2005 – Lucas Svensson för Petter och Lotta och stora landsvägen (teateruppsättning)
- 2006 – Olof Landström, Lena Landström för samlad produktion
- 2007 – Carin och Stina Wirsén för Supershow med Rut och Knut
- 2008 – Manne af Klintberg
- 2009 – Petter Lennstrand för TV-serien För alla åldrar[3]
- 2010 – Gunna Grähs[4]
- 2011 – Barnens underjordiska scen
- 2012 – Joanna Hellgren
- 2013 – Sara Lundberg
- 2014 – Sven Nordqvist[5]
- 2015 – Frida Nilsson för boken Ishavspirater[6]
- 2016 – Jojje Wadenius
- 2017 – Per Gustavsson
- 2018 – Gunilla Lundgren
- 2019 – Jenny Jägerfeld[7]
- 2020 – Erik Ekstrand[8]
- 2021 – Emma Adbåge och Lisen Adbåge[9]
- 2022 – Dalija Acin Thelander[10]
- 2023 – Melody Farshin[11]
- 2024 – Lotta Olsson[12]